# William Mac Guckin de Slane
William Mac Guckin, baron de Slane (Belfast, dans le comté d'Antrim, 12 août 1801 - Passy, 4 août 1878), est un orientaliste et philologue arabisant connu pour ses éditions et traductions en anglais ou en français des œuvres d'historiens et géographes arabes du Moyen Âge. Il fut membre de l'Institut de France, au sein de l'Académie des inscriptions et belles-lettres, à partir de 1862.

## Biographie
Issu d'une famille aisée irlandaise et venu en France pour apprendre les langues orientales, William Mac Guckin devient l'élève de Sylvestre de Sacy, puis membre de la Société asiatique en 1828. Engagé par cette dernière, il réalise l'édition de nombreux textes d'historiens et de géographes arabes (Aboul Féda, Taqwim al-Buldan [Géographie] et Ibn Khallikan, Wafayāt al-aʿyān [Recueil biographique]), ainsi que la traduction d'extraits en rapport avec l'Afrique du Nord (Ibn Hawqal, Ibn Battûta, Al-Nowaïri, Ibn Khaldoun). Il est fait baron de Slane par Charles X, et obtient la nationalité française en 1838, accordé par Louis-Philippe Ier.
Sur les conseils de Joseph Toussaint Reinaud, il est engagé par le gouvernement, entre 1843 et 1846, pour réaliser le catalogue des manuscrits des bibliothèques d'Alger, Constantine, Malte et Istanbul. En 1846, il obtient la charge d'interprète principal de l'armée d'Afrique. Cependant en 1848, sa nomination à la chaire de turc de l'École des langues orientales est refusée, sous la pression des républicains (il s'y représentera en 1871). Il poursuit alors son travail de savant à Alger[réf. nécessaire], et traduit des extraits d'Al-Bakri (Kitāb al-Masālik wa'l-Mamālik [Description géographique du monde connu]), et d'Ibn Khaldoun (Kitab al-Ibar [Le Livre des exemples] et la Muqaddima [Prolégomènes ou Introduction à l'histoire universelle]).

## Distinctions
- Membre de la Société asiatique (1828)
- Chevalier de la Légion d'honneur (1846)
- Officier de la Légion d'honneur (1852)
- Officier de l'Instruction publique
- Officier de l'ordre des Saints-Maurice-et-Lazare
- Membre de l'Académie des inscriptions et belles-lettres (1862)
- Membre fondateur de l'Association historique algérienne

À l'époque de l'Algérie française, le lycée de Tlemcen portait son nom.